# Halsey (Oregon)
Halsey – miasto w Stanach Zjednoczonych, w stanie Oregon, w hrabstwie Linn.